# رادو كورنى
الجنرال رادو كورنى (بالرومانية: Radu Korne؛ وُلد في 23 ديسمبر 1895 وتوفي في 28 إبريل 1949) قائد عسكري روماني قاد الفرقة الأولى المدرعة والمعروفة باسم رومانيا مارى أو رومانيا الكبرى (بالرومانية: România Mare) خلال المعارك أمام الجيش الأحمر السوفيتي على الجبهة الشرقية للحرب العالمية الثانية، ألقي القبض عليه في 21 أكتوبر 1944 بتوجيهات من القيادة السوفيتية وأحتُجز بمقر قيادة القوات المسلحة الرومانية بالعاصمة بوخارست حتى أُطلق سراحه في فبراير 1945 ليخضع بعدها للإقامة الجبرية حيث تم استجوابه من قِبل محكمة الشعب الرومانية في الفترة ما بين عامي 1945 و1946 قبل أن يُلقى القبض عليه مرة أخرى في 28 مارس 1948 ويودع سجن جيلافا بعد توجيه تهمة التآمر على أمن الدولة حتى تدهورت حالته الصحية في محبسه في 18 إبريل 1949 ونُقل إلى المستشفى المركزي حيث توفي في تمام الساعة الواحدة ظهرا من يوم 28 إبريل 1949.

## مطبوعات
- Walther-Peer Fellgiebel - Die Träger des Ritterkreuzes des Eisernen Kreuzes 1939-1945 (Friedburg, Germany: Podzun-Pallas, 2000). ISBN 3-7909-0284-5.